# توقيت فلكي

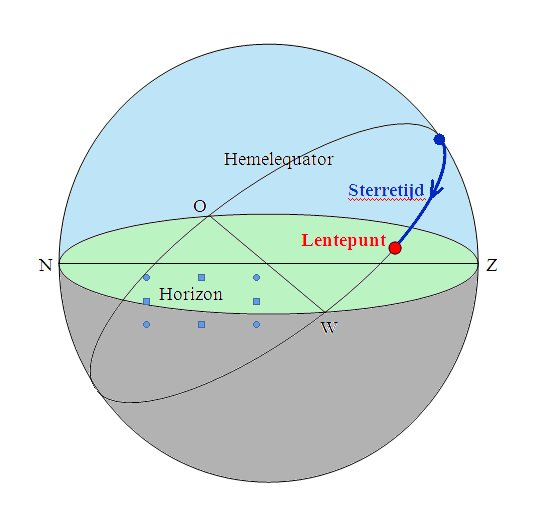

الزّمَن النَّجمي (بالإنجليزية: Sidereal Time)‏ هو الوقت الماضي منذ آخر مرور لنقطة الإعتدال الربيعي على خط زوال الراصد ويعبر عنها بالساعات والدقائق والثواني ، ومنها يأتي اليوم النجمي الذي يعرف على أنه الوقت المستغرق لعبورين متتاليين لنقطة الاعتدال الربيعي على خط زوال معين. بمعنى آخر هو ذلك الوقت الذي تستغرقه الأرض لتتم دورة كاملة حول محورها وتعادل ٢٣.٩٣٤٤٦٩٥٩ ساعة أي ٢٣ ساعة ٥٦ دقيقة ٤.٠٩ ثانية (23:56:04,09)، وهي نفس الفترة الزمنية المنصرمة بين عبورين متتاليين لنجم ما على نفس خط الزوال.
ويزيد اليوم الشمسي الحقيقي عن اليوم النجمي بمقدار ٣ دقائق و٥٦ ثانية تقريبًا؛ أي أن اليوم الشمسي الحقيقي يعادل ١.٠٠٢٧٣٧٩٠٩ يومًا نجميًا، ويرجع ذلك الاختلاف بين اليوم النجمي واليوم الشمسي الحقيقي إلى حركة الأرض الانتقالية حول الشمس. فلو فرضنا تزامن عبور مركز الشمس مع نجم ما على خط زوال معين في نفس اللحظة فإن النجم وبعد دوران الأرض حول محورها سوف يسبق الشمس في عبوره التالي على نفس خط الزوال بمقدار ٣ دقائق ٥٦ ثانية ذلك أن الأرض وخلال دورانها حول محورها تكون قد تحركت في مدارها حول الشمس بمقدار ٠.٩٨٥ درجة (زاوية) تقريبًا فتغير موضعها بالنسبة إلى الشمس بمقدار ٠.٩٨٥ ÷ ١٥ = ٣ دقائق ٥٦ ثانية.
ولا تكون هذه القيمة ثابتة بل تتغير بحسب موضع الأرض في مدارها حول الشمس فهي تزيد أحيانًا وتقل أحيانًا أخرى، وذلك يرجع إلى أن مدار الأرض حول الشمس ليس كامل الاستدارة بل هو قطع ناقص وتكون الشمس في إحدى بؤرتيه فعندما تكون الأرض قريبة من الشمس تسرع في حركتها بينما تبطئ عندما تكون بعيدة عنها فهي لا تقطع أقواسًا متساوية في أزمنة متساوية، كما أن محور دوران الأرض ليس بعمودي على مستوى الدائرة السماوية بل إنه يميل عليها بزاوية ٦٦.٥ درجة تقريبا أو بزاوية ٢٣.٥ درجة عن العمود القائم على مستوى الدائرة السماوية الذي هو مدار الأرض حول الشمس.